# WR 65
WR 65 es una estrella de Wolf-Rayet en la constelación de Circinus de magnitud aparente +13,66.

## Situación y distancia
WR 65 puede ser miembro del cúmulo Pismis 20 —que contiene también a la estrella de Wolf-Rayet WR 67— estando a 3272 ± 303 pársecs o 10.600 años luz del sistema solar.
Sin embargo, se ha sugerido que su distancia podría ser menor —unos 1400 pársecs o 4570 años luz—, por lo que en este supuesto estaría situada visualmente delante del citado cúmulo.
Se conoce la existencia de una burbuja creada por viento estelar alrededor de WR 65, siendo su radio de siete segundos de arco.
También se ha detectado en torno a WR 65 una nebulosa relativamente compacta con un radio de aproximadamente 1,5 segundos de arco; considerando el fuerte ritmo de pérdida de masa estelar, es posible que esta nebulosa esté asociada a WR 65.

## Características
WR 65 es una estrella de Wolf-Rayet rica en carbono de tipo espectral WC9d.
Tiene una temperatura efectiva de 40.000 K y una luminosidad es 132.000 veces superior a la luminosidad solar.
Con una masa nueve veces mayor que la del Sol, tiene un radio equivalente a 7,7 veces el radio solar.
La velocidad terminal de su viento estelar es de 1300 km/s.
Al igual que otras estrellas de Wolf-Rayet, pierde masa estelar, a razón  1,1 × 10-5 veces la masa solar cada año.
Asimismo, es un emisor de ondas de radio.

## Posible compañera estelar
WR 65 presenta emisión variable de rayos X, siendo la única estrella WC9d que presenta esta característica.
Se ha sostenido que esta emisión puede estar originada por la colisión entre los vientos estelares de un sistema binario masivo.
Asimismo, se ha especulado que el período orbital del mismo puede ser de unos pocos años.
Sin embargo, su espectro no muestra indicación de duplicidad.
WR 65 crea polvo de forma persistente y muchas estrellas con esta particularidad son binarias con órbitas cuasi circulares. No hay que olvidar que más de la mitad de las estrellas de Wolf-Rayet forman sistemas binarios con estrellas OB como acompañantes.